# Chelonus hiemalis
Chelonus hiemalis är en stekelart som beskrevs av Marie Clément Gaston Gautier och Cleu 1930. Chelonus hiemalis ingår i släktet Chelonus och familjen bracksteklar. Inga underarter finns listade i Catalogue of Life.